# Сарти, Федерико

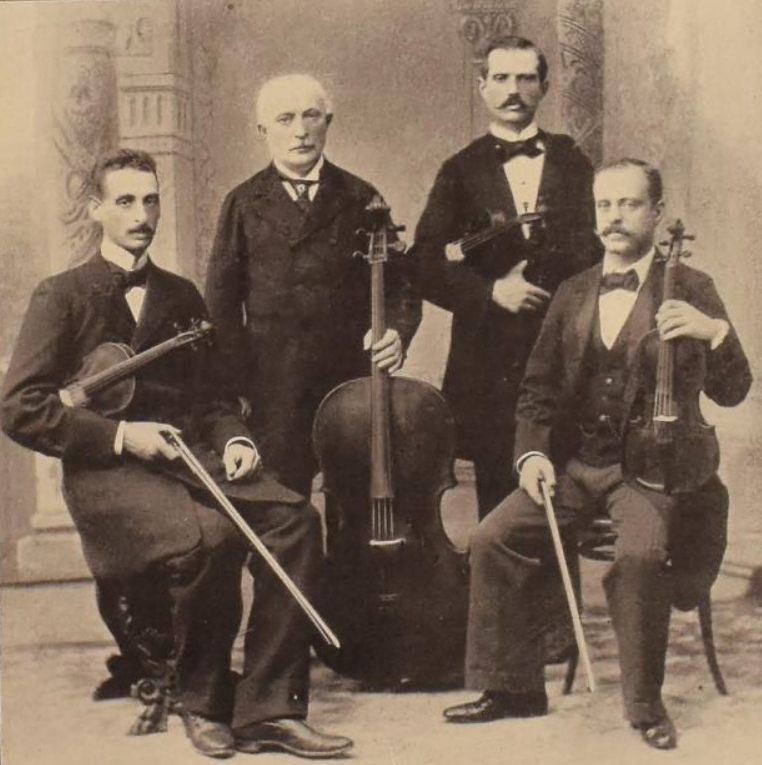
Федерико Сарти (слева) в составе Болонского квартета (1890-е гг.)

Федерико Сарти (нем. Federico Sarti; 27 октября 1858, Ченто — 12 октября 1921, Болонья) — итальянский скрипач и музыкальный педагог.
Учился у своего отца Леоне Сарти (1827—1907), затем в Болонье у Карло Верарди. С 1877 г. играл вторую скрипку в струнном квартете своего учителя. После смерти Верарди перешёл на позицию примариуса в квартете, получившем название Болонского и завоевавшем широкое признание как ведущий итальянский струнный квартет. С 1881 г. партию виолончели в квартете играл Франческо Серато, постоянными участниками были также вторая скрипка Адольфо Массаренти и альт Анджело Консолини (1859—1934). В репертуар квартета наряду с австро-немецкой классикой (Моцарт, Бетховен, Мендельсон, Шуман) входили произведения современных итальянских композиторов — Антонио Бадзини, Джованни Сгамбати. Деятельность квартета была тесно связана с Болонским музыкальным лицеем, где преподавали все музыканты, — среди учеников Сарти был, в частности, сын его товарища по квартету Арриго Серато. Вместе с Серато-старшим и Густаво Тофано играл также в 1883—1895 гг. в составе Болонского фортепианного трио.
В дальнейшем среди учеников Сарти был также композитор Отторино Респиги. Его сонату для скрипки и фортепиано (1917) Сарти впервые исполнил 3 марта 1918 года вместе с автором.